# Мамен, Ханс Кристен

Ханс Кристен Мамен (слева) с группой участников норвежского сопротивления

Ханс Кристен Мамен (норв. Hans Christen Mamen, 20 апреля 1919, Аскер, Акерсхус — 14 октября 2009) — участник норвежского сопротивления, краевед, священник и политик Христианско-демократической партии.

## Биография
Он был родом с фермы Фогеллунд в Аскере. Он начал обучение в Норвежской богословской школе MF и был добровольцем на Зимней войне. Во время оккупации Норвегии нацистской Германией он стал участником норвежского движения Сопротивления и был вынужден бежать в Швецию. Он продолжил своё образование и окончил Уппсальский университет. С 1944 года он был курьером норвежской миссии в департаменте IV Стокгольма и был пограничным пилотом для евреев, бежавших через норвежско-шведскую границу. За это он был объявлен Праведником народов мира.
После войны вернулся в Норвежскую богословскую школу MF и в 1946 году получил практическо-богословское образование. Он был священником в больнице Дикемарк с 1948 по 1969 год и викарием в Оппегоре с 1970 по 1978 год. С 1978 по 1988 год он был викарием в Осе, а также деканом в Фолло.
Он был членом муниципального совета Аскера с 1948 по 1951 год, представляя Христианско-демократическую партию. Активный краевед, он также стал соучредителем Исторической ассоциации Asker og Bærum и является почётным членом как в ней, так и в Исторической ассоциации Фолло. Он также принимал активное участие в Норвежской ассоциации духовенства и в скаутском движении.
Ханс умер в октябре 2009 года в Аскере.